# Maerl

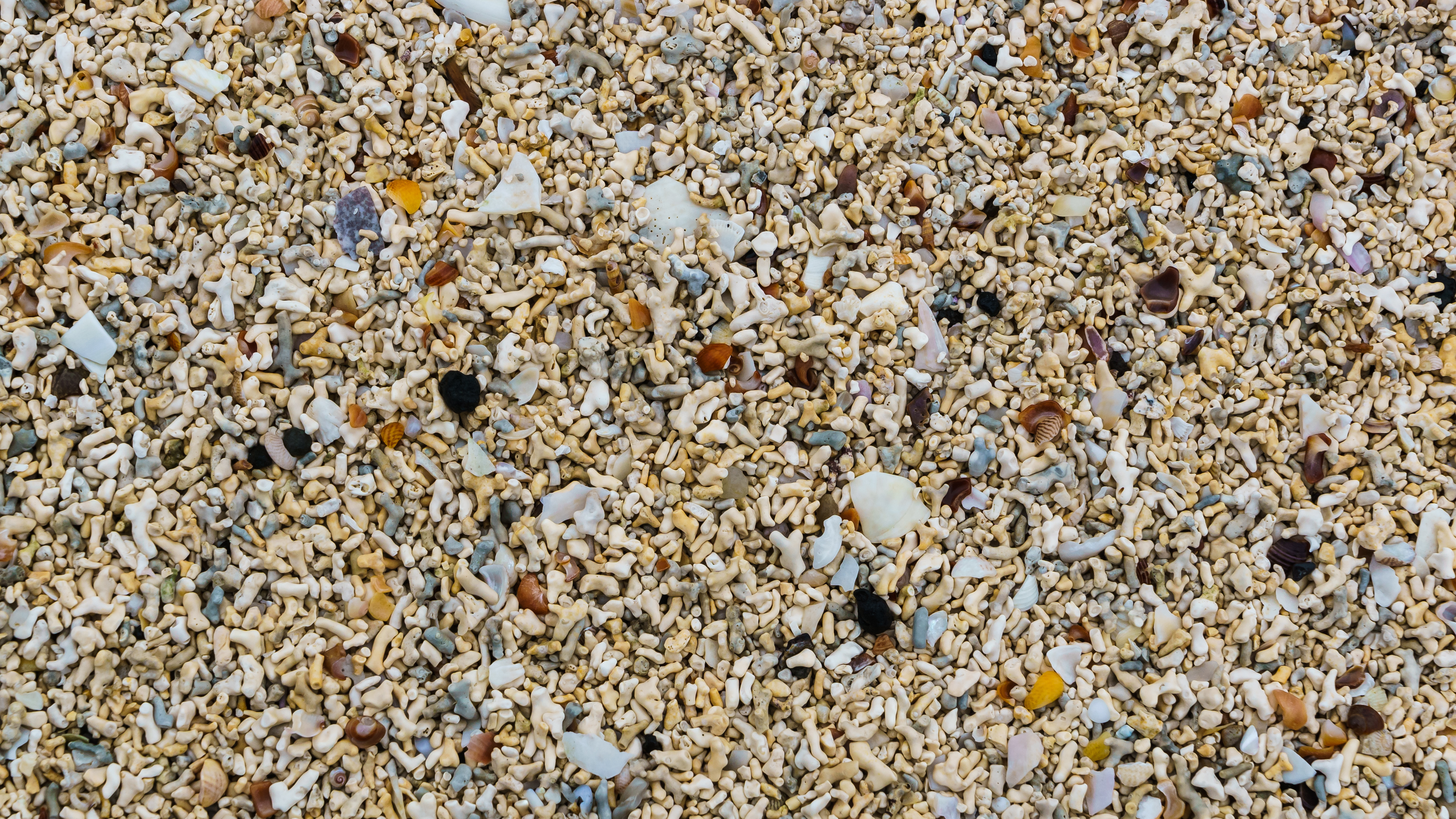
Kalzifizierte Reste von Maerl am Coral Beach auf der Isle of Skye

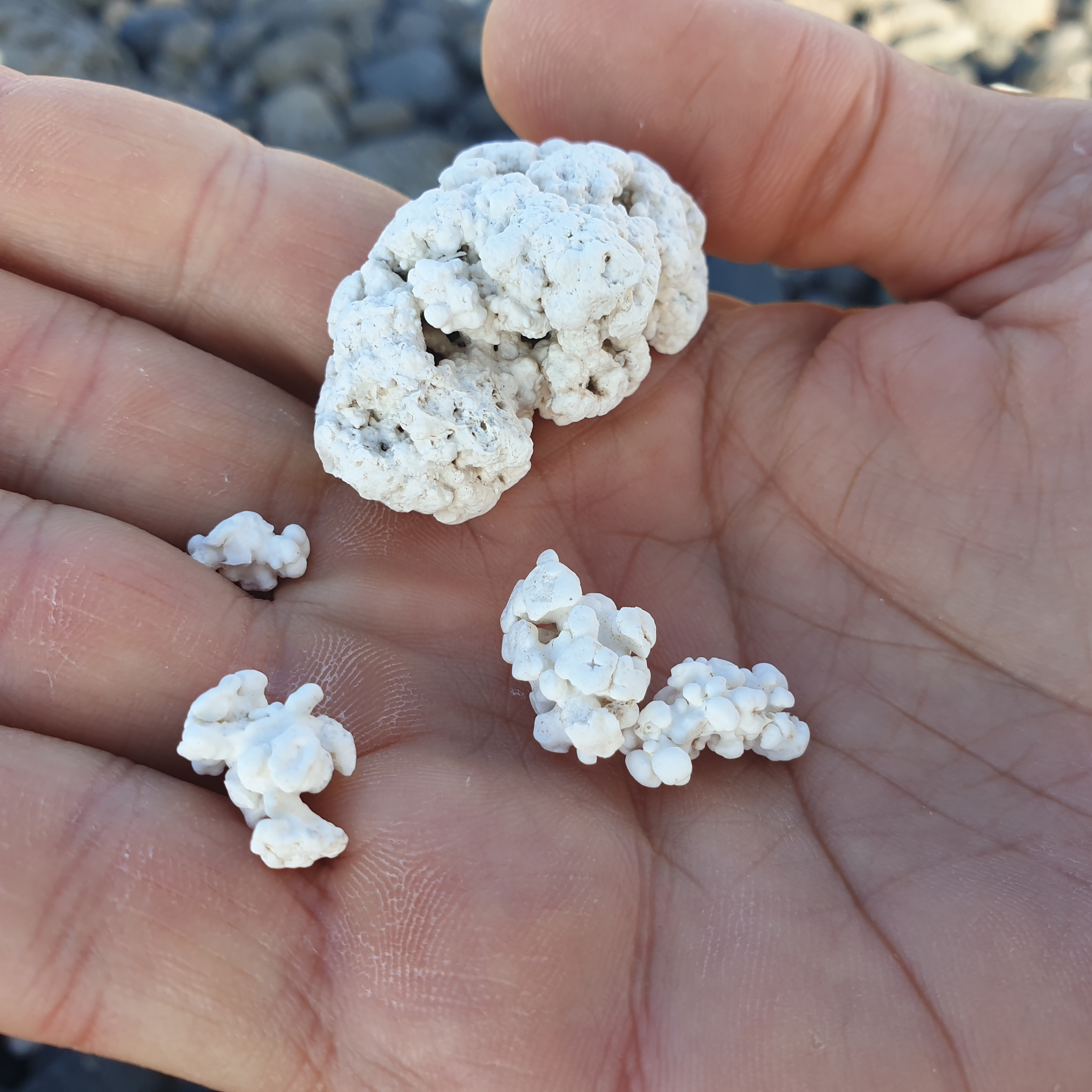
Stücke von Maerl die wie Popcorn aussehen aus dem Norden Fuerteventuras.

Maerl ist ein Sand oder Kies, der zu mehr als 50 Prozent aus verzweigten, lebenden oder toten Rotalgen (Corallinaceen) besteht und der flachmarin und küstennah vorkommt.